# 崔液 (唐朝)
崔液（?—?），字润甫，小名海子。唐代定州安喜（今河北定县）人。
祖父崔仁师，貞觀年間任中书侍郎。崔液的哥哥崔湜官至中书令，崔湜常說：“海子，我家龟龙也。”。崔液自小愛好文学，長於五言詩。进士第一名。历官监察御史、殿中侍御史、吏部员外郎，封安平县男。先天二年（713年），崔湜以罪流放岭南，中途被赐死，崔液隱居於郢州（今湖北钟祥）人胡履虚家中。遇赦还，卒於返京途中。友人裴耀卿集其遗文十卷。

## 延伸阅读
[在维基数据编辑]
 《新唐書·卷099》，出自《新唐書》